# Gale Sondergaard
Gale Sondergaard, rodným jménem Edith Holm Sondergaard, (15. února 1899 – 14. srpna 1985) byla americká herečka.
Narodila se v Litchfieldu v Minnesotě do rodiny dánských přistěhovalců. Začínala v divadle, působila v Shakespearovské společnosti Johna Kellera a vystupovala například v Hamletovi, Juliu Caesarovi a Kupci benátském. Je vůbec první držitelkou Oscara za nejlepší ženský herecký výkon ve vedlejší roli, který získala za svou vůbec první filmovou roli, ve snímku Anthony Adverse (1936). Později hrála v desítkách dalších filmů. Počátkem padesátých let došlo v její kariéře k útlumu poté, co byl její manžel, scenárista a režisér Herbert Biberman, coby jeden z tzv. Hollywoodské desítky souzen za Pohrdání Kongresem, v souvislosti s členstvím v Komunistické straně. K herectví se vrátila o dvacet let později, koncem šedesátých let.
Zemřela na cerebrální vaskulární trombózu v nemocnici pro filmové tvůrce ve Woodland Hills v Kalifornii ve věku 86 let. Její mladší sestra Hester byla rovněž herečkou.